# مسجد الرحمن (بانياس)
مسجد الرحمن هو أحد أبرز وأهمِّ المساجد في مدينة بانياس الساحليَّة السورية، حيث أنه (إلى جانب جامع القبيات) أكثر المساجد طرقاً فيها، ويُصلي فيه المئات يومياً. الإمام الحاليّ للمسجد هو الشيخ «أنس عيروط»، وهو خلف لوالده «عبد الرحمن عيروط» الذي كان قد بنى المسجد بالأصل وظلَّ إمامه حتى وفاته عام 1996، وكان كثيراً ما يُقيم دروساً دينية فيه.
خلال فترة حركة الاحتجاجات السورية في عامي 2011 و2012 كان للمسجد دورٌ بارز كرمز للاحتجاجات، حيث خرجت منه أول مظاهرة مناهضة لنظام بشار الأسد بالمدينة في 18 مارس عام 2011، وبعدها أصبحت تخرج المُظاهرات منه بشكل منتظم وبالآلاف،  وأصبحوا يَزحفون منه أحياناً نحو ساحة دوار المحطة، أو ساحة الحرية. لكن بعد اجتياح الجيش لمدينة بانياس في شهر أيار تعرَّض المسجد لاحتلال أمني وتوقفت إقامة الصلاة فيه، كما تعرَّض إمامه أنس عيروط للملاحقة واضطرَّ للفرار إلى تركيا.